# 澳大利亞電信

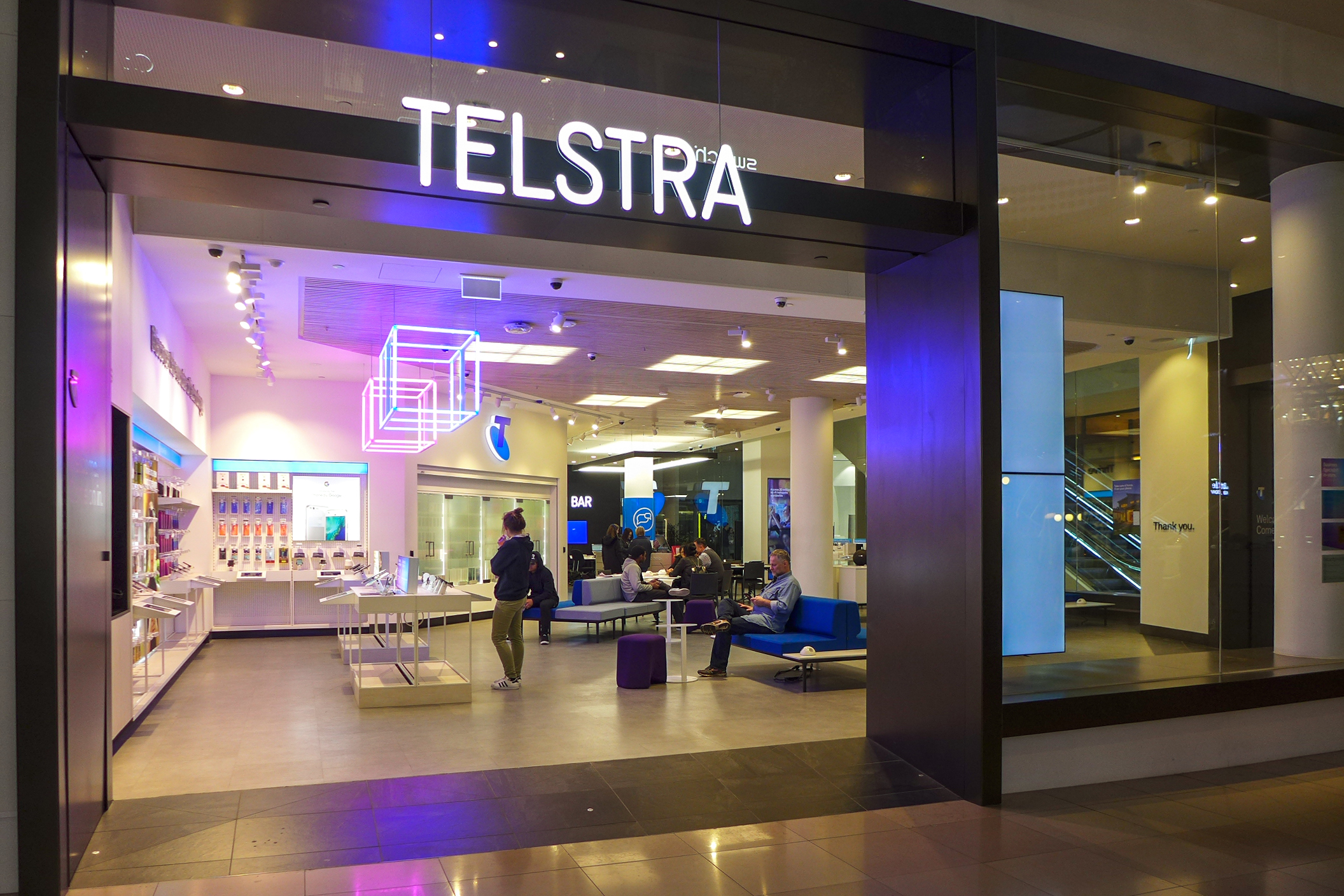
澳洲電信在Chadstone Shopping Centre門店

澳洲電信（又譯澳洲電訊，ASX：TLS、NZX：TLS、NASDAQ：TLSYY）是澳洲最大的電訊公司，總部位於墨爾本的澳洲電信中心大廈。公司目前採取公私合營模式經營，目前在澳洲本地固網電訊市場擁有壟斷性地位，並擁有流動電話服務股權，本地消費者、商業數據服務及有線電視服務。
本地消費者及商業數據服務包括撥接上網、寬頻互聯網、衛星及ADSL互聯網服務，以BigPond及Hypermax作為品牌名稱。
澳洲电信在澳大利亚本土有悠久的历史，与澳大利亚邮政共同起源于邮政总长部。澳洲电信现时已全部私有化。

## 历史
澳大利亚的电信服务最初由邮政总局 (PMG) 控制，作为澳大利亚联邦的结果于 1901 年成立。 1901 年之前，电信由每个殖民地管理。 1975 年 7 月 1 日，法令设立了单独的委员会来取代 PMG。 邮政服务的职责转移到澳大利亚邮政委员会（Australia Post）。 澳大利亚电信委员会 (Australian Telecommunications Commission，ATC) 以澳大利亚电信公司（Telecom Australia）的名义经营国内电信服务。
1993 年，成立于 1946 年的独立政府机构海外电信委员会（Overseas Telecommunications Commission，OTC）与澳大利亚电信公司（Australian Telecommunications Corporation）合并为短暂的澳大利亚和海外电信公司 (Australian and Overseas Telecommunications Corporation，AOTC)，该公司继续以电信和 OTC 的既定身份进行交易。 AOTC 于 1993 年更名为 Telstra Corporation Limited。“Telstra”这个名字来源于澳大利亚电信（TEL 来自 Telecom， STRA 来自Australia）。 该公司随后在国际上以“Telstra”品牌进行交易，在国内以“Telecom Australia”品牌进行交易，直到 1995 年在整个组织中引入了“Telstra”的统一品牌。
2016 年 10 月，Telstra Digital 的执行董事 Gerd Schenkel 离开 Telstra，成为一家金融科技公司的 CEO。
2021年10月26日，澳大利亚政府宣布出资与该国电信巨头Telstra组织财团，收购大洋洲同业Digicel Pacific。去年曾有报道称，Digicel有意向国营中国移动通讯（中移动）出售Digicel Pacific。

## 海外業務

### 香港
澳洲電信在2001年從電訊盈科手上收購香港流動通訊公司CSL60%股權，2002年再購入餘下40%股權，使之成為全資附屬公司；2006年再出售約23%股權予新世界移動以換取把新世界傳動網合併入CSL集團內。
2013年11月5日澳洲電信持有71.5%股權68,788,940股的內地資訊網站汽車之家（Autohome.com.cn），已向美國證交會（SEC）交上市申請，股票交易代碼為“ATHM”，並由德銀及高盛出任保薦人，料最多籌1.2億美元（約9.36億港元）。至2013年九月底止9個月，收入按年增長62.6%至8.306億元人民幣，利潤亦按年增長96.6%至3.335億元人民幣。
2013年12月20日，香港电讯宣布计划以24.25亿美元（约188.67亿港元），收购新世界发展与澳洲電信于香港合资的流动通讯业务（即香港移動通訊CSL）。但该项交易仍存变数，包括须得到香港电讯的股东、主要股东电讯盈科的股东以及香港通讯管理局的批准。交易预计在2014年第一季完成。
2014年5月2日，香港通讯管理局公布批准收購CSL New World Mobility Group Ltd.。
2014年5月14日，電訊盈科與香港電訊聯合公布，指後者已於當天完成收購CSL New World Mobility Group Ltd.，並成為香港電訊全屬公司，以及成為電盈的間接非全屬公司。
2014年12月23日，澳洲電信斥資6.97億美元，收購總部位於香港和新加坡亞洲最大的海底電纜運營商Pacnet亞太環通，這項收購交易也包括亞太環通在中國的合資項目 PBS。擁有總長度達4.6萬公里的海底電纜，並在包括中國在內的亞太地區17個城市中設有29個數據中心。

### 南太平洋
2021年10月26日，澳大利亚政府宣布出资与该国电信巨头Telstra组织财团，收购大洋洲同业Digicel Pacific。
Digicel Pacific是南太平洋最大电讯企业，在巴布亚新几内亚（Papua New Guinea）、斐济（Fiji）、萨摩亚（Samoa）、瓦努阿图（Vanuatu）和法属塔希提（Tahiti；又译大溪地）等地雇有1700人。母公司Digicel 位于牙买加，由爱尔兰共和国富豪丹尼斯·奥布莱恩（Denis O'Brien）拥有。

## 外部連結
- 澳洲電信 （页面存档备份，存于）
- 澳洲電信環球 （页面存档备份，存于）
- 澳洲電信美洲
- 澳洲電信歐洲 （页面存档备份，存于）
- 澳洲電信亞洲
- 澳洲電信Clear（紐西蘭） （页面存档备份，存于）
- 澳洲電信BigPond Internet （页面存档备份，存于）